# Sundsmark Station
Sundsmark Station er en tidligere station på Als. Den åbnede for trafik i forbindelse med indvielsen af Amtsbanerne på Als. Sundsmark, der i dag er integreret i Sønderborg, var på daværende tidspunkt en selvstændig landsby.
Selvom der ikke blev bygget en stationsbygning i almindelig forstand, var der en kro på stedet og her foregik billetsalg og godshåndtering.
54°55′9.12″N 9°49′26.89″Ø / 54.9192000°N 9.8241361°Ø